# The Trip
The Trip ist ein Film von Roger Corman aus dem Jahr 1967. Es werden die Themen Selbstwahrnehmung und Halluzination infolge von LSD-Konsum aufgegriffen und verarbeitet. Der Kinofilm wurde von American International Pictures hergestellt.

## Handlung
Paul Groves ist Regisseur von Werbespots und befindet sich in einer persönlichen Krise, da seine Frau Sally sich von ihm getrennt hat und sich scheiden lassen will. Aus dieser Lage heraus will Paul etwas über sich herausfinden und mit sich selbst "ins Reine kommen" – Unter Anleitung seines Freundes John geht er auf seinen ersten LSD-Trip.
Im weiteren Verlauf werden die Wahrnehmungen und Halluzinationen sowie die Handlungen von Paul während seines Trips geschildert. Psychedelische Bilder, sexuelle Vorstellungen, Ängste und Träume werden gezeigt. Während er zum Anfang euphorische Empfindungen hat, sieht er sich zwischenzeitlich selbst sterben. Paul läuft durch verschiedene wiederkehrende Szenen – teilweise kann man nur anhand der Kostüme erkennen, ob es in seiner Vorstellung oder in der Wirklichkeit geschieht. Seine Handlungen sind nicht immer logisch nachvollziehbar.
Paul verlässt das Haus von John, als dieser nicht aufpasst. Er zieht umher, noch immer unter Einfluss des LSD, und trifft seine Bekannte Glenn, die eine Vorliebe für Männer hat, die LSD nehmen. Sie verlieben sich. Glenn fragt ihn, ob er die Erkenntnis gefunden hat, die er gesucht hat. Paul meint, er werde morgen darüber nachdenken. In diesem Augenblick bleibt das Bild mit Pauls Gesicht stehen und zerbricht wie Glas, womit der Film endet.

## Soundtrack
Der gleichnamige Soundtrack mit klanglichen Anleihen aus Rock und Jazz war das Debütalbum der psychedelischen Rockband The Electric Flag. Auf Plakaten und der DVD wurde Electric Flag mit dem Zusatz „an American Music Band“ angekündigt. Der Track Peter's Trip ist auch die Erkennungsmelodie des Films.
Die Titelliste:
1. Peter's Trip
2. Joint Passing
3. Psyche Soap
4. M-23
5. Synesthesia
6. A Little Head
7. Hobbit
8. Inner Pocket
9. Fewghh
10. Green and Gold
11. The Other Ed Norton
12. Flash, Bam, Pow
13. Home Room
14. Peter Gets Off
15. Practise Music
16. Fine Jung Thing
17. Senior Citizen
18. Gettin' Hard

## Kritiken
- Lexikon des Internationalen Films: Aus heutiger Sicht ein "zeitgeistlich" bemerkenswerter Film, weil er versucht, mit Mitteln der filmischen Ästhetik (bis zu den "psychedelic colors") einem damals gesellschaftlich relevanten Thema beizukommen. Interessant ist ebenso, wie er dabei scheitert: Der Film besitzt und vermittelt kein Gefühl dafür, wo das Tragische seiner Geschichte aufhört und das Absurde beginnt.

- Cinema: Die psychedelischen Szenen verwandeln die Huldigung des in den späten 60ern populären Halluzinogens LSD zum schön verrückten Zeitbild. Fazit: Durchgeknallter Trip in eine zugedröhnte Ära.

- Evangelischer Filmbeobachter: Der an sich vielversprechende Versuch, die Visionen eines jungen Amerikaners im LSD-Rausch in phantastische Bilder umzusetzen, blieb in kameratechnischem Kunstgewerbe stecken. Da der Film aber LSD nicht propagiert, sondern vorsichtige bis warnende Distanz hält, ist er für Erwachsene gleichwohl möglich. (Kritik Nr. 66/1969)

### Musikbeispiele
- The Electric Flag: Peter's Trip auf YouTube
- The Electric Flag: Synesthesia auf YouTube
- The Trip (Original Motion Picture Soundtrack), Playlist auf YouTube